# Aita

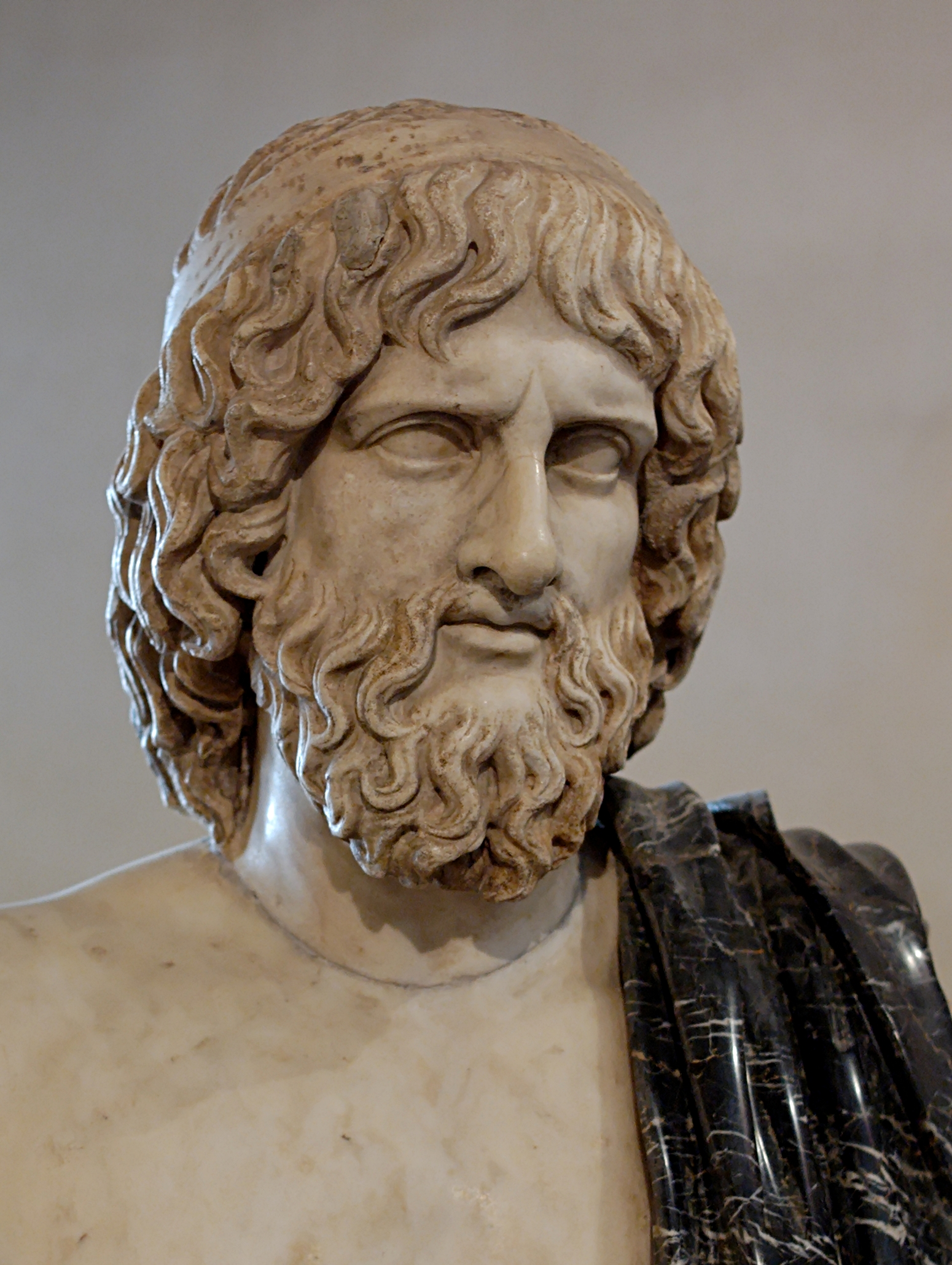
Busto di Ade, marmo, copia romana di un originale greco del V secolo a.C. (Roma, Museo nazionale romano).

Aita o Eita è il dio etrusco dell'oltretomba, assimilabile a Mantus e a Sur ("il Nero" secondo la tesi di Giovanni Colonna) e consorte della dea Phersipnai. Corrisponde al dio greco Ade e al dio della mitologia romana Plutone.

## Aspetto
Su un'urna di cenere appare Aita in forma umanizzata, Il suo aspetto da lupo è acuito dalla pelle di lupo che gli fa da mantello e da cappuccio come un veggente, in procinto di condurre nell'oltretomba l'uomo le cui ceneri erano custodite in una cassa, il cui spirito è visto dall'esterno mentre passa attraverso il portale verso un nuovo mondo.
Aita viene raffigurato solo in pochi esemplari della scultura estrusca tombale, come nelle Tombe Golini ad Orvieto e nella Tomba dell'Orco a Tarquinia.
Esso viene ritratto insieme alla moglie Phersipnai, equivalente etrusca della dea greca Persefone.

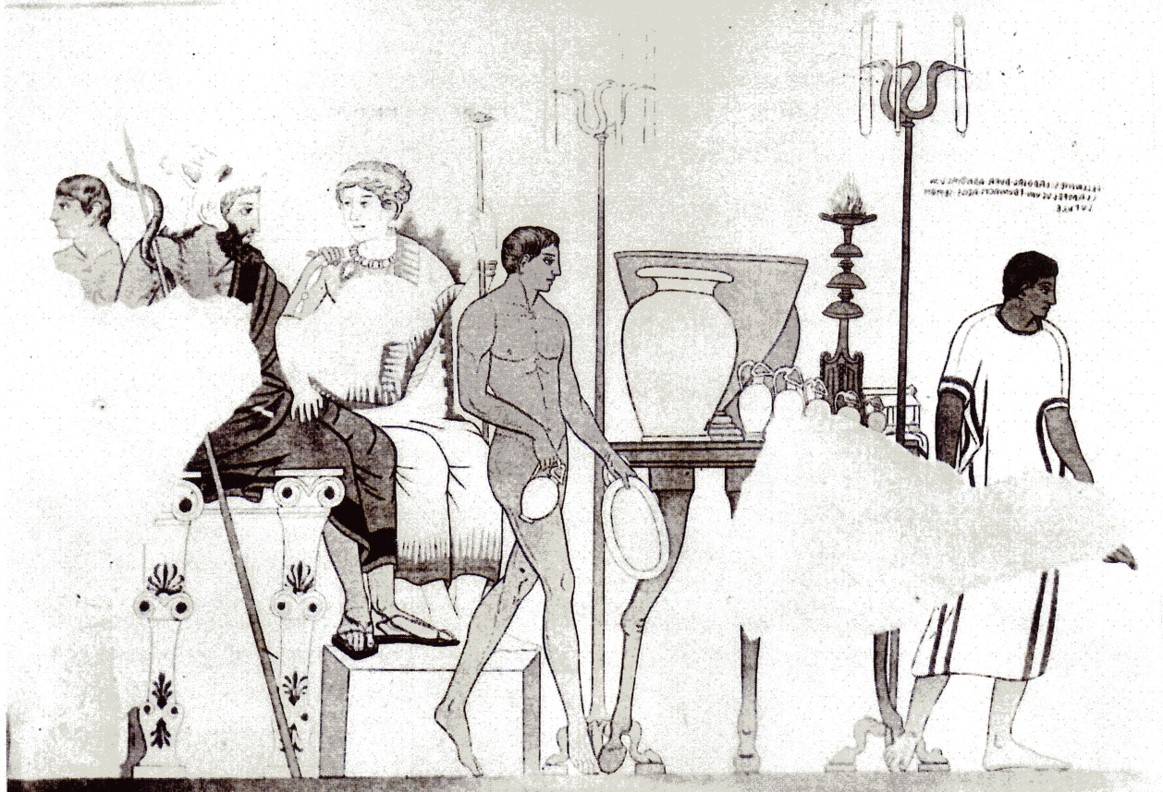
Aita e Persipnei sul trono, uno degli affreschi della Tomba Golini di Orvieto, risalente al IV secolo a.C.